# Intrahistoria
El término intrahistoria tiene distintas connotaciones. Según la Real Academia Española, es una voz introducida por Miguel de Unamuno para referirse a la vida tradicional o "tradición eterna", que sirve de "decorado" a la historia más visible. Comparaba este escritor a la Historia oficial con los titulares de prensa, en oposición a la intrahistoria como todo aquello que ocurría pero no publicaban los periódicos. Más popularmente, los medios designan así a todo aquello que está a la sombra de lo más conocido históricamente. Los autores de la generación del 98 procuraban, haciendo viajes por el país para descubrirla, revelar la "España real" frente a la "España oficial" de los periódicos, y publicaban libros de viajes con ese fin. [cita requerida]
Otros autores, como la americanista María Dolores Pérez Murillo de la Universidad de Cádiz relacionan el término con la historia de los colectivos marginados históricamente ("las gentes sin Historia"), con la oralidad y las historias de vida como complemento de las historiografías más oficiales. Según expuso en su libro Cartas de emigrantes escritas desde Cuba. Estudio de las mentalidades y valores en el siglo XIX:

Es más fácil hacer estudios cuantitativos, adornados de toda suerte de gráficos que los ordenadores de hoy nos elaboran estética y gratuitamente; estudios que podríamos presentar como apéndice que diera consistencia, a veces "científica", a nuestra investigación; mas nos proponemos hacer algo distinto, profundizar en aquello que a la historia "oficial" no interesa, acercarnos a lo cotidiano, a lo íntimo, a lo pequeño, a lo anecdótico, a lo despreciable, a lo no científico, a lo que no se puede contar, medir o pesar. Todo ello sólo es posible desde la "Intrahistoria", desde la historia de las gentes anónimas y sin historia